# Simona Cavallari (Schauspielerin)

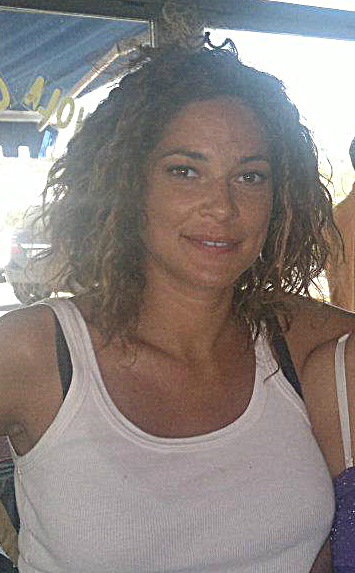
Simona Cavallari

Simona Cavallari (* 5. April 1971 in Rom) ist eine italienische Schauspielerin.

## Leben
Cavallari begann ihre darstellerische Tätigkeit im Alter von acht Jahren, als sie für Werbespots engagiert wurde. Giacomo Battiato wurde 1981 auf sie aufmerksam und besetzte sie in seinem Fernsehfilm Colomba. Noch als Kind debütierte sie auf der Theaterbühne (in Il principe immortale), mit 14 Jahren im Kino (für Damiano Damianis Pizza Connection). Ihr berufliches Zuhause fand sie jedoch meist in Arbeiten für den Bildschirm, wo sie sich zur beliebten und geschätzten Akteurin entwickelte. Die mit klassisch schönen und weichen Gesichtszügen auftretende Cavallari wirkte schon früh sicher in ihrem Auftreten vor der Kamera; häufig interpretiert sie in die Enge getriebene oder von Kriminellen bedrohte Frauen in Mafia-Dramen.
Cavallari war von 2000 bis 2009 mit dem Liedermacher Daniele Silvestri liiert, mit dem sie zwei Kinder hat. Ein drittes wurde 2011 von der bekennenden Buddhistin geboren.

## Filmografie (Auswahl)
- 1981: Colomba (Fernsehfilm)
- 1985: Pizza Connection (Pizza connection)
- 1986: Die Braut war wunderschön (La sposa era bellissima)
- 1986: Mino – Ein Junge zwischen den Fronten (Mino) (Fernseh-Miniserie)
- 1988: Eine Frau (Una Vittoria) (Fernsehfilm)
- 1989: Allein gegen die Mafia 4 (La piovra 4) (Fernseh-Miniserie)
- 1989: Mein lüsterner Onkel (Lo zio indegno)
- 1990: Die Kaltenbach-Papiere (Fernsehfilm)
- 1991: 18 in einer Woche (18 anni tra una settimana)
- 1995: Jenseits der Angst (Il prezzo della vita) (Fernsehfilm)
- 1996: Donna (Fernseh-Miniserie)
- 2007: Der Boss der Bosse (Il Capo dei Capi) (Fernseh-Miniserie)
- 2014: Le mani dentro la città (Fernsehserie)